# Enchsajchany Delgermaa
Enchsajchany Delgermaa (mong. Энхсайханы Дэлгэрмаа; ur. 1 czerwca 1999) – mongolska zapaśniczka walcząca w stylu wolnym. Olimpijka z Paryża 2024, gdzie zajęła trzynaste miejsce w kategorii do 68 kg. Srebrna medalistka mistrzostwach świata w 2023; ósma w 2022 roku. 
Brązowa medalistka igrzysk azjatyckich w 2022. Srebrna medalistka mistrzostw Azji w 2021; brązowa w 2020, 2022, 2024 i 2025. Czwarta w Pucharze Świata w 2019. 
Trzecia na MŚ U-23 w 2021. Wicemistrzyni Azji U-23 w 2019. Druga na MŚ juniorów w 2018. Trzecia na mistrzostwach Azji juniorów w 2016 i 2018. Wicemistrzyni Azji kadetów w 2016 roku.